# پادشاهی جهانی دیگر
پادشاهی جهانی دیگر (OWK) (به انگلیسی: Other World Kingdom) یک مرکز تجاری بزرگ و تجاری بی‌دی‌اس‌ام و فمدام، استراحتگاه و یک ریزکشور بود که در سال ۱۹۹۶ با استفاده از ساختمان‌ها و محوطه‌های یک کاخ سده شانزدهمی در شهرداری تشرنا در ناحیه ژدار ناد سازاوو، جمهوری چک، افتتاح شد. اگرچه توسط هیچ کشور دیگری به رسمیت شناخته نشده‌است، اما ارز، گذرنامه، نیروی پلیس، دادگاه‌ها، پرچم ایالتی و سرود دولتی خود را حفظ کرده‌است.

## تاریخچه
پادشاهی جهانی دیگر رسماً در ۱ ژوئن ۱۹۹۶ تأسیس شد و پس از دو سال ساخت و ساز با هزینه ۲ میلیون پوند، تا بهار ۱۹۹۷ به روی بازدیدکنندگان باز شد.
این یک محیط سلطه‌گری و سلطه‌پذیری به اندازه و یکنواختی فراهم کرد که در هیچ مرکز دیگری در جهان موجود نیست.
این زمین و ساختمان در سال ۲۰۰۸ با قیمت درخواستی هشت میلیون یورو برای فروش عرضه شد. مشخصات فروش نشان می‌دهد که این ملک برای استفاده به عنوان هتل، رستوران، اقامتگاه یا آسایشگاه مناسب است. تا تاریخ ۲۰۱۶ هنوز برای فروش بود. تا تاریخ ۲۰۲۰ پادشاهی جهان دیگر هنوز مالک این ساختمان است و رویدادهای منظم را در ملک سازماندهی می‌کند. در ۲۴ مه ۲۰۱۶، ملکه پاتریشیا یکم امپراتوری Womania را ایجاد کرد و یک جمع‌آوری کمک مالی برای به دست آوردن زمینی که به عنوان مقر سازمان عمل می‌کرد، آغاز کرد. هدف امپراتوری Womania ایجاد یک جامعه بی‌دی‌اس‌ام مادرسالاری جدید شبیه به آنچه OWK بود است.

## دولت
پادشاهی جهان دیگر خود را به عنوان یک مادرسالاری، جایی که زنان در آن حکومت می‌کردند، طراحی کرد. همچنین دارای مضامین قوی بی‌دی‌اس‌ام و مادرسالاری بود. هدف پیشین این ایالت این بود که «تا آنجایی که ممکن است موجودات مذکر را تحت حاکمیت نامحدود زنان برتر قرار دهیم.» OWK همیشه خود را به عنوان یک ایالت معرفی می‌کرد. با این حال، این یک شرکت خصوصی و انتفاعی بود که هیچ کسب‌وکاری با هیچ دولت مستقل رسمی نداشت.
پادشاهی دیگر جهان ظاهراً توسط ملکه پاتریشیا یکم اداره می‌شد، پادشاهی مطلقه که تاج‌گذاری او در ۳۰ و ۳۱ می ۱۹۹۷ انجام شد. او توانست قوانین و دیگر مسائل حقوقی را اصلاح کند. نقش‌های دیگر او شامل «مدیر عالی» («نظارت بر کلیه فعالیت‌های منطقه و دفتر مدیریت عالی»)، «مدیر عالی خزانه‌داری» (مسائل مالی) و دربار ملکه و نگهبان ملکه بود.
زیر ملکه یک سری طبقات مختلف وجود داشت. نخستین آنها «بانوان والا» یا «بانوان شهروندان» بودند که اشراف پادشاهی را تشکیل می‌دهند. برای شهروندی، یک زن باید معیارهای خاصی را رعایت می‌کرد. اینها بودند:
- زن باید به سن رضایت رسیده باشد.
- مالکیت حداقل یک برده مرد.
- پیروی از اصول و قوانین پادشاهی جهان دیگر.
- ارسال درخواست شهروندی.
- گذراندن حداقل پنج شب در منطقه کاخ ملکه.[۲۰][۲۱]

کلاس بعدی رعایا ملکه بود. اینها مردانی بودند که از قوانین دیگر پادشاهی جهان پیروی می‌کردند، از ملکه اطاعت می‌کردند و مالیات او را می‌پردازند، اما از برخی حقوق مانند «آزادی در سفر، داشتن دارایی و معامله با چنین اموالی، داشتن فرزند، تغییر شغل، شرکت و اظهار نظر» برخوردار بودند. پایین‌ترین طبقه طبقه «برده» بود. این دسته از مردانی بودند که تمام حقوق خود را از دست داده بودند، دارایی ملکه یا بانوان عالی بودند و «در سطح یک حیوان مزرعه معمولی» به حساب می‌آمدند.

## امکانات
این سایت ۳ هکتار (۷٫۴ جریب فرنگی) مساحت داشت، با چندین ساختمان، و یک مسیر بیضی شکل به طول ۲۵۰-متر (۸۲۰-فوت)، دریاچه کوچک و چمنزار. ساختمان اصلی کاخ ملکه بود که محل سکونت ملکه بود و شامل تالار ضیافت، کتابخانه، اتاق تاج و تخت، اتاق شکنجه، مدرسه، ورزشگاه و زندان زیرزمین وسیع بود، که سلول‌های آن را می‌توان رزرو کرد. اقامتگاه اضافی برای بازدیدکنندگان در لانگ هاوس، از جمله اتاق‌های کنتس الیزابت باتوری، با دو اتاق شکنجه ارائه شده‌است. این ساختمان همچنین شامل یک استخر شنا، میخانه، رستوران و کلوپ شبانه وندا بود. امکانات بیرونی با یک سالن سوارکاری سرپوشیده از خاک اره و اصطبل تکمیل شد.